# William S. Burroughs (1914–1997)
William Seward Burroughs II (ismertebb nevén William S. Burroughs) (St. Louis, Missouri, 1914. február 5. – Lawrence, Kansas, 1997. augusztus 2.) amerikai író, esszéista, előadóművész. A beatnemzedék egyik kiemelkedő alakja, műveinek nagy része önéletrajzi ihletettségű, sokat merített ópiumfüggőségének tapasztalatából. Nagy hatást gyakorolt az irodalomra és a popkultúrára is.

## Élete
Burroughs 1914-ben született Mortimer P. Burroughs (1885. június 16. – 1965. január 5.) és Laura Hammon Lee (1888. augusztus 5. – 1970. október 20.) második fiaként. Burroughsék előkelő St. Louis-i família voltak. A nagyapja, William Seward Burroughs I volt az alapítója a Burroughs Számológép Vállalatnak. Anyja, Laura Hammon Lee egy lelkész lánya volt. Apja Mortimer Perry Burroughs egy antikvitás és ajándékboltot vezetett, először St. Louisban, majd Palm Beachen, Floridában.
Burroughs a St. Louis-i John Burroughs Schoolba járt, az itteni iskolaújságban jelent meg első esszéje Personal Magnetism címen, 1929-ben. Később a Los Alamos Ranch Schoolba, egy tehetős szülők gyermekei számára épült szigorú diákinternátusba került, Új-Mexikóba. Az író szerint ez az a hely volt, ahol a nyápic, gazdag csemetékből férfiakat faragtak. Burroughs itt került először erotikus viszonyba egy másik fiúval.
1936-ban diplomázott a Harvard Egyetemen, majd orvostanhallgató volt Bécsben. 1942-ben besorozták. 1945-46-ban Joan Vollmer Adams egyik lakásában lakott Jack Kerouackal. Ez idő alatt morfiumfüggővé vált. 1950-ben Mexikóba menekült, mert a rendőrség marihuánát talált a lakásán.

## Művei
- And the Hippos Were Boiled in Their Tanks 1945; (publikálva: 2008, Jack Kerouac-kal)
- Junkie, 1953
- Queer, 1951-3 (publikálva: 1985)
- Naked Lunch, 1959 (magyarul: Meztelen ebéd – 1992)
- The Soft Machine, 1961
- The Ticket That Exploded, 1962
- Dead Fingers Talk, 1963
- Nova Express, 1964
- The Last Words of Dutch Schultz, 1969
- The Wild Boys: A Book Of The Dead, 1971
- Port of Saint, 1973
- Cities of the Red Night, 1981
- The Place of Dead Roads, 1983
- The Western Lands, 1987
- My Education: A Book of Dreams, 1995
- Rules of Duel, 2010 (Graham Mastertonnal)

## Magyarul
- 1999 – Pengefutár. Az igazi Blade runner / Alan E. Nourse: Pengefutár / William S. Burroughs: Pengefutár. Az irodalmi forgatókönyv; ford. Tamás Dénes; Metropolis Media, Bp., 2010 (Galaktika fantasztikus könyvek)[1] ISBN 978-963-982-853-7
- 1981 – A vörös éjszaka városai; ford. Tornai Szabolcs; JAK–Osiris, Bp., 2001 (JAK világirodalmi sorozat)
- A vörös éjszaka városai; ford. Tornai Szabolcs; 2. átdolg. kiad.; Katalizátor, Páty, 2006 ISBN 963-379-821-3
- 1980 – A halott utak vidéke; ford. Greskovits Endre; Katalizátor, Bp., 2008 ISBN 978-963-86762-8-3
- 1959 – Meztelen ebéd; ford. Elmi József; Holnap, Bp., 1992 ISBN 963-345-083-7
- Meztelen ebéd; ford. Szili József; Cartaphilus, Bp., 2010 (Filmregények)
- 1953 – A narkós; ford. Tornai Szabolcs, utószó Allen Ginsberg; Lord, Bp., 1995 ISBN 963-85163-8-0
- A narkós; ford. Tornai Szabolcs; előszó Allen Ginsberg; 2. jav. kiad.; Cartaphilus, Bp., 2001
- Jack Kerouac–William S. Burroughs: És megfőttek a vízilovak; ford. M. Nagy Miklós; Helikon, Bp., 2018
- Meztelen ebéd; ford. Szili József, a kihúzott részek ford. Sepsi László; 3. jav., bőv. kiad.; Jelenkor, Bp., 2019

## Fordítás
- Ez a szócikk részben vagy egészben  a   William Burroughs című angol Wikipédia-szócikk fordításán alapul.  Az eredeti cikk szerkesztőit annak laptörténete sorolja fel. Ez a jelzés csupán a megfogalmazás eredetét és a szerzői jogokat jelzi, nem szolgál a cikkben szereplő információk forrásmegjelöléseként.